# Christophe Rochus
Christophe Rochus (n. 15 decembrie 1978 la Namur) este un jucător profesionist belgian de tenis.
1. 1 2  Association of Tennis Professionals website[*] Verificați valoarea |titlelink= (ajutor)